# (23552) 1994 NB
(23552) 1994 NB est un astéroïde de la ceinture principale d'astéroïdes découvert en 1994.

## Description
(23552) 1994 NB a été découvert le 3 juillet 1994 à l'observatoire Palomar, situé au nord de San Diego en Californie, par Eleanor Francis Helin.

### Caractéristiques orbitales
L'orbite de cet astéroïde est caractérisée par un demi-grand axe de 2,37 UA, un périhélie de 1,71 UA, une excentricité de 0,28 et une inclinaison de 23,76° par rapport à l'écliptique. Du fait de ces caractéristiques, à savoir un demi-grand axe compris entre 2 et 3,2 UA et un périhélie supérieur à 1,666 UA, il est classé, selon la JPL Small-Body Database, comme objet de la ceinture principale d'astéroïdes.

### Caractéristiques physiques
(23552) 1994 NB a une magnitude absolue (H) de 13,5 et un albédo estimé à 0,195.